# Belo, Perto Demais da Luz
Belo, Perto Demais da Luz é uma série documental com qutro episódios sobre a trajetória de vida e carreira do  cantor e compositor brasileiro Belo. Produzido pelos Estúdios Globo em parceria com Afroreggae, a série tem direção geral de Gustavo Gomes e que também assinam o roteiro.
A estreia ocorreu em 28 de novembro de 2024 na plataforma de streaming Globoplay. Conta com depoimentos de personalidades importantes na vida do cantor comoGracyanne Barbosa, Leo Dias, Alcione, Ludmilla, Luciano Huck entre outros.

## Sinopse
A obra proporciona uma visão abrangente sobre os altos e baixos de Belo, desvendando as complexidades de sua trajetória e os desafios que enfrentou ao longo dos anos. Com relatos íntimos e exclusivos, o projeto promete uma análise detalhada da vida e da carreira de um dos músicos mais polêmicos do Brasil.

## Elenco
- Belo
- Gracyanne Barbosa
- Leo Dias
- Alcione
- Ludmilla
- Luciano Huck
- Dudu Nobre
- Péricles
- Romário
- Chrigor
- Silvio Guindane
- Erika Januza
- Cris Vianna
- Netinho de Paula
- Dado Oliveira
- Criseverton
- Gabriel David

## Episódios
| Temporada | Temporada | Episódios | Episódios | Originalmente lançado  |
| --------- | --------- | --------- | --------- | ---------------------- |
|           | 1         | 5         | 5         | 28 de novembro de 2024 |

### Temporada (2024)
| N.º | Título                   | Dirigido por                         | Escrito por   | Exibição original      |
| --- | ------------------------ | ------------------------------------ | ------------- | ---------------------- |
| 1 | "Tudo Ao Mesmo Tempo"    | Jorge Espírito Santo & Gustavo Gomes | Gustavo Gomes | 28 de novembro de 2024 |
| Enquanto acompanhamos os bastidores dos shows do Belo e do Soweto, ele relembra a infância ao andar pelas ruas do bairro onde cresceu e visitar a escola onde estudou.            |                          |                                      |               |                        |
| 2 | "Anatomia De Uma Dívida" | Jorge Espírito Santo & Gustavo Gomes | Gustavo Gomes | 28 de novembro de 2024 |
| Os bastidores se intensificam e revelam um profissional meticuloso, que na vida pessoal tem problemas financeiros e amorosos.                                                     |                          |                                      |               |                        |
| 3 | "Perto Demais Da Luz"    | Jorge Espírito Santo & Gustavo Gomes | Gustavo Gomes | 28 de novembro de 2024 |
| Belo se liberta do Soweto e se torna um dos artistas mais conhecidos do Brasil. Está em todos os programas, representa um novo estilo de cantar.                                  |                          |                                      |               |                        |
| 4 | "Uma Lágrima Na Voz"     | Jorge Espírito Santo & Gustavo Gomes | Gustavo Gomes | 28 de novembro de 2024 |
| Depois de ir ao inferno, Belo paga sua dívida com a sociedade e tenta se reerguer. Mas ainda está falido e parte da opinião pública rejeita sua figura e ele se sente perseguido. |                          |                                      |               |                        |